# Мокрота
Мокрота (лат. sputum) — отделяемый при отхаркивании патологический секрет трахеобронхиального дерева с примесью слюны и секрета слизистой оболочки полости носа и придаточных пазух носа.

## Нормальный трахеобронхиальный секрет
Нормальный секрет трахеобронхиального дерева представляет собой слизь, продуцируемую железами трахеи и крупных бронхов, содержащую клеточные элементы (в основном альвеолярные макрофаги и лимфоциты). Трахеобронхиальный секрет обладает бактерицидным эффектом, способствует элиминации вдыхаемых частиц, клеточного детрита и продуктов обмена веществ при помощи механизма мукоцилиарного очищения, осуществляемого реснитчатым эпителием. В норме объём трахеобронхиального секрета не превышает 100 мл в сутки и проглатывается человеком при выделении.

## Патологический трахеобронхиальный секрет

### Цвет и запах мокроты
При патологических процессах объём отделяемой мокроты может составлять от нескольких миллилитров до полутора литров в сутки. Мокрота может быть бесцветной, желтоватой или зеленоватой (такая окрашенная мокрота свидетельствует о примеси гноя). Ярко-жёлтая (канареечного цвета) мокрота наблюдается при эозинофильном инфильтративном процессе в лёгком, бронхиальной астме; такой цвет обусловлен большим количеством эозинофилов в трахеобронхиальном секрете. Ржавая мокрота может свидетельствовать о крупозной пневмонии, при которой наблюдается внутриальвеолярный распад эритроцитов с высвобождением гематина. Чёрная мокрота наблюдается при пневмокониозах и содержит угольную пыль. Мокрота с прожилками или сгустками крови (кровохарканье) может наблюдаться при различных заболеваниях — туберкулёзе, тромбоэмболии лёгочной артерии, бронхоэктатической болезни, синдроме Гудпасчера и т. д.
Обычно мокрота лишена запаха. Гнилостный запах мокроты наблюдается при гангрене или абсцессе лёгкого и обусловлен ростом гнилостных микроорганизмов.

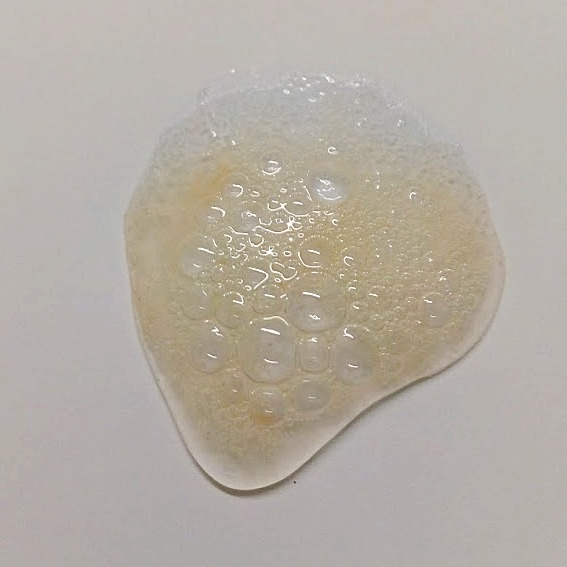
Серозная мокрота

### Консистенция и характер мокроты
Различают жидкую, густую и вязкую мокроту; мокрота может быть слизистой, серозной, слизисто-гнойной и гнойной.
Слизистая мокрота бесцветна и прозрачна, наблюдается при заболеваниях дыхательных путей, сопровождающихся катаральным воспалением (начальные проявления острого воспалительного процесса или хронический воспалительный процесс в фазе ремиссии).
Серозная мокрота бесцветная, жидкая, пенистая, лишена запаха. Наблюдается при альвеолярном отёке лёгких вследствие транссудации плазмы в просвет альвеол. Может иметь розовый цвет при диапедезном кровотечении.

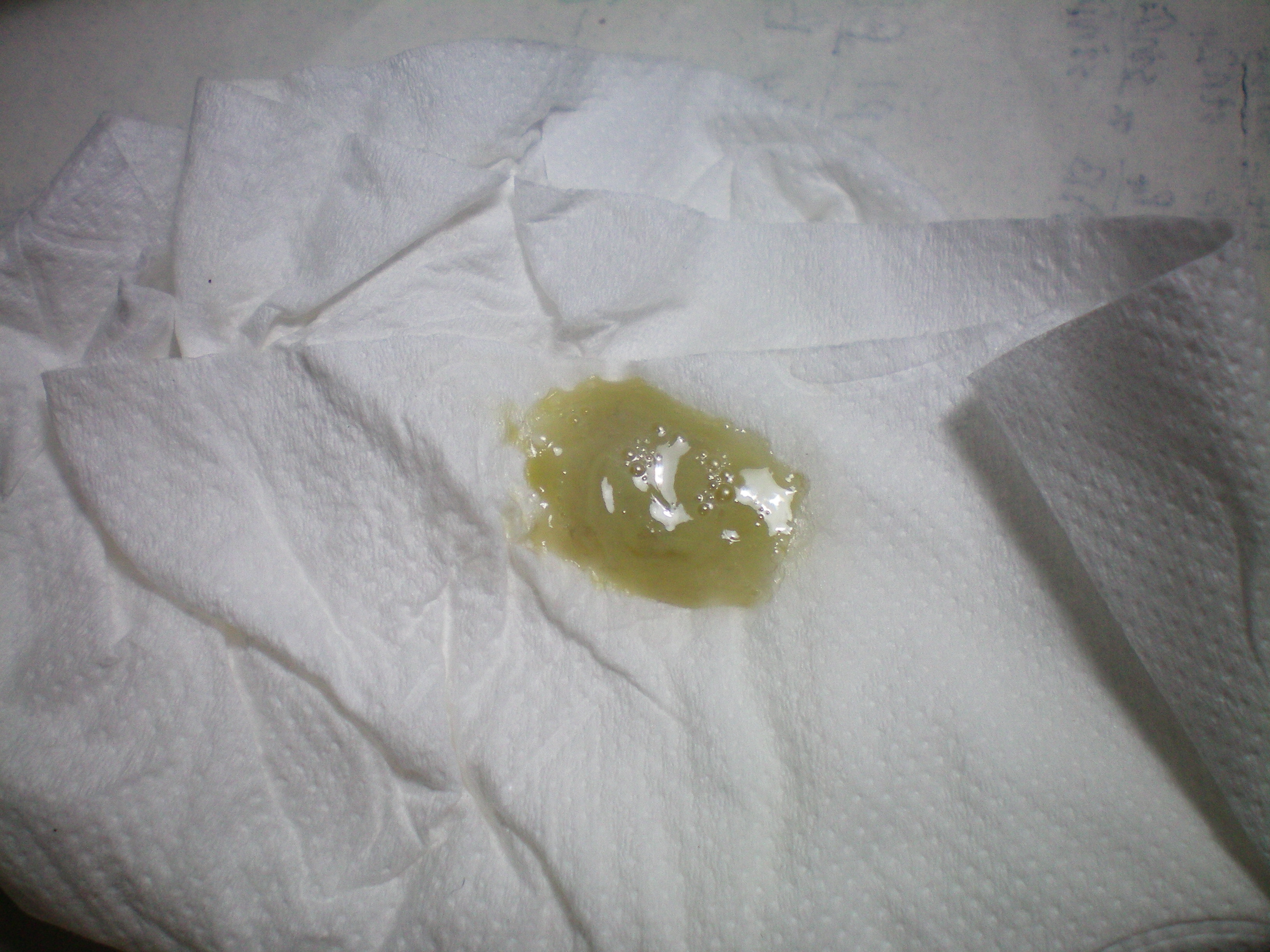
Слизисто-гнойная мокрота

Слизисто-гнойная мокрота вязкая, желтоватая или зеленоватая. Может иметь нерезкий неприятный запах. Наблюдается при бронхите, пневмонии, бронхоэктатической болезни, туберкулёзе лёгких и т. д.
Гнойная мокрота имеет жидкую или полужидкую консистенцию, зеленоватый или желтоватый цвет, зловонный запах. Наблюдается при нагноительных процессах в лёгочной ткани — абсцессе, гнойном бронхите, гангрене лёгкого и т. д.